# Råglosta
Råglosta (Bromus secalinus) är en växtart i familjen gräs. Den är ettårig och förekommer mest i rågåkrar, därav namnet.
Råglostan har sitt ursprung i mellanöstern och spred sig med sädesodlingen. Den gick starkt tillbaka på 1930-talet då man fick effektiva metoder att rensa utsädet från ogräsfrön.
Råglostan är idag ganska sällsynt, men var under sten- och bronsåldern ett vanligt ogräs på åkrarna, särskilt där det växte råg. Detta hade man dock nytta av ibland, ty om rågen slog fel, fick man ändå utbyte genom att skörda råglostan. Bland annat har man hittat fröavtryck från råglosta från yngre stenålder, varför man anser att den till och med odlades som nyttoväxt. Den blev mindre vanlig under järnåldern, trots att man odlade ännu mer råg än någonsin då. Detta torde bero på att den odlades under sten- och bronsåldern, men ratades under järnåldern.

## Utbredningskartor
- Norden
- Norra halvklotet

## Bygdemål
| Namn       | Trakt                                         | Referens |  |
| ---------- | --------------------------------------------- | -------- |  |
|            |                                               |          |  |
| Faxe       | Värmland, Västergötland                       | [ 2 ]    |  |
| Låsta      | Värmland, Västergötland                       |          |  |
| Rågsvingel | Nora bergslag, Närke, Värmland, Västergötland | ,        |  |